# The Thing I Like
A The Thing I Like Aaliyah amerikai énekesnő kislemeze első, Age Ain’t Nothing but a Number című albumáról. A dal a Szimatnak szemét, szemétnek szimat (1994) című film betétdala volt. Aaliyah első albumáról ez az ötödik Európában megjelent kislemez; az Egyesült Államokban nem jelent meg és az album ottani kiadásán nem is szerepel. Az Egyesült Királyságban ez lett Aaliyah ötödik Top 40 slágere.

## Változatok
Kazetta
1. The Thing I Like (Album version)
2. The Thing I Like (Paul Gotel Radio Mix)

CD maxi kislemez (Egyesült Királyság)
1. The Thing I Like (Album version) – 3:21
2. The Thing I Like (Paul Gotel’s Radio Mix) – 3:57
3. The Thing I Like (Paul Gotel’s Classic Anthem Mix) – 6:48
4. The Thing I Like (PG Tips Satellite Mix) – 7:21
5. The Thing I Like (Paul Gotel’s Deep & Dubby Mix) – 6:29

12" maxi kislemez (Egyesült Királyság, promó)
1. The Thing I Like (LP version)
2. The Thing I Like (E² Summer Remix)

12" maxi kislemez (Egyesült Királyság)
1. The Thing I Like (LP version) – 3:21
2. The Thing I Like (Paul Gotel’s Classic Anthem Mix) – 6:48
3. The Thing I Like (Paul Gotel’s Deep & Dubby Mix) – 6:29
4. The Thing I Like (PG Tips Satellite Mix) – 7:21

12" maxi kislemez (Olaszország)
1. The Thing I Like (Paul Gotel’s Classic Anthem Mix) – 6:48
2. The Thing I Like (PG Tips Satellite Mix) – 7:21
3. The Thing I Like (Paul Gotel’s Deep & Dubby Mix) – 6:29
4. The Thing I Like (Paul Gotel’s Deep & Dubby Instrumental) – 6:29

12" maxi kislemez (Egyesült Királyság; promó)
„The Paul Gotel Mixes”
1. The Thing I Like (Paul Gotel’s Classic Anthem Mix) – 6:48
2. The Thing I Like (PG Tips Satellite Mix) – 7:21
3. The Thing I Like (Paul Gotel’s Radio Mix) – 3:57
4. The Thing I Like (Paul Gotel’s Deep & Dubby Mix) – 6:29
5. The Thing I Like (Deep & Dubby Instrumental) – 6:29
6. The Thing I Like (Paul Gotel’s Classic Anthem – No Rap)

## Helyezések
| Slágerlista (1995)   | Legmagasabb helyezés |
| -------------------- | -------------------- |
| Brit Top 75 kislemez | 33                   |